# Thraciopsis elongata
Thraciopsis elongata is een tweekleppigensoort uit de familie van de Thraciidae. De wetenschappelijke naam van de soort is voor het eerst geldig gepubliceerd in 1830 door Stutchbury.